# 🌿
🌿  is een teken uit de Unicode-karakterset dat een kruidplant voorstelt. Deze emoji is in 2010 geïntroduceerd met de Unicode 6.0-standaard.

## Betekenis
Deze emoji wordt vooral gebruikt om keukenkruiden zoals basilicum en oregano mee aan te duiden; het betreft niet een specifieke plant. In het algemeen zal deze emoji afgebeeld worden als een groen plantje met drie tot zes blaadjes.

## Codering

De emojione1-implementatie

### Unicode
In Unicode vindt men de 🌿 onder de code U+1F33F  (hex).

### HTML
In HTML kan men in hex de volgende code gebruiken: &#x1F33F;
In decimaalnotatie werkt de volgende code: &#127807;

### Shortcode
In software die shortcode ondersteunt kan het karakter worden opgeroepen met de code :herb:.

### Unicode-annotatie
De Unicode-annotatie voor toepassingen in het Nederlands (bijvoorbeeld een Nederlandstalig smartphonetoetsenbord) is kruid. De emoji is ook te vinden met het sleutelwoord blad.